# Hungry Joe
Hungry Joe é uma comunidade não incorporada no condado de Dawson, estado do Montana, nos Estados Unidos.